# Грейсленд (кладбище)
Грейсленд — старое большое кладбище в Аптауне, Чикаго, США.

## История
В 1859 году городские власти Чикаго приняли решение о закрытии старого городского кладбища. Оно находилось в центре города, ныне там находится парк Линкольна, и мешало росту города. Опасаясь эпидемий из-за возможного загрязнения воды было принято решение кладбище закрыть, а могилы перенести.
В 1860 году появилось одно из нескольких новых кладбищ Чикаго — Грейсленд. Тогда эта территория не входила в состав города.
Первыми дизайнерами кладбища были Уильям Саундерс, ранее принимавший участие в создании кладбища Rosehill в Чикаго, а также Свейн Нельсон. В своей работе они руководствовались желанием сохранить природу сельского уголка, в котором создавалось кладбище, поэтому оно было создано в популярном «садовом» стиле, ставящем во главу ландшафтный дизайн.
Во многом своей известности кладбище обязано архитектору Оссиану Коулу Симмонсу, проработавшему управляющим кладбища с 1881 по 1931 год. Он разработал дизайн большей части территории кладбища, а для оформления многих надгробий привлекал известных мастеров.
С января 2001 года кладбище входит в национальный реестр исторических мест США.

## Достопримечательности
Кладбище широко известно своими архитектурными памятниками, а также необычными надгробиями. Роскошь кладбища даже стала объектом критики со стороны известного американского поэта Карла Сандберга, в одном из своих стихотворений критиковавшего помпезность гробниц и те средства, которые тратятся на содержание кладбища.

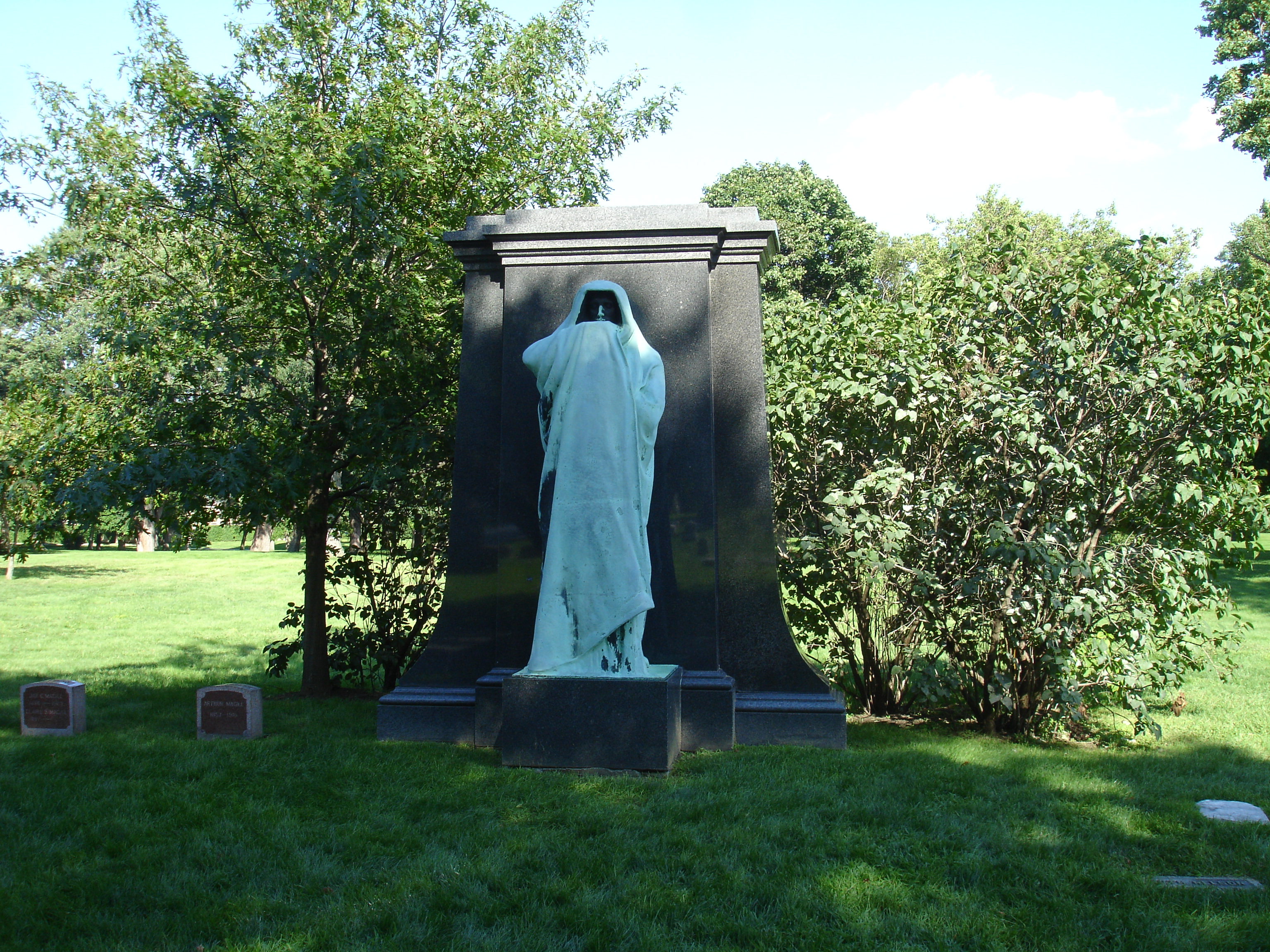
Eternal Silence

Широко известны две работы скульптора Лорадо Тафта (также упокоившегося на этом кладбище): «Eternal Silence» (также известную как Statue of Death), установленная на могиле бизнесмена Декстера Грейвса, и «Крестоносец», установленная на могиле издателя Виктора Лоусона.

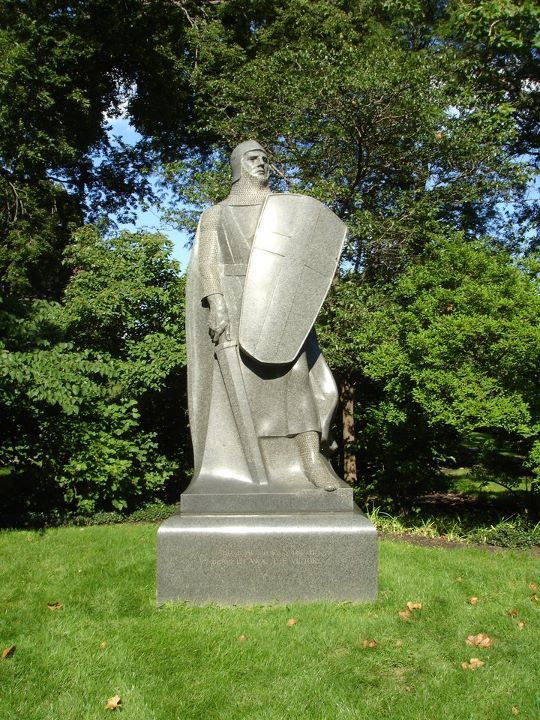
Крестоносец

Промышленник Джордж Пульман был похоронен на кладбище в саркофаге из бетона, армированного сталью. Это делалось для предотвращения эксгумации и осквернения со стороны профсоюзных активистов.

### Инес Кларк
Большой известностью пользуется так называемая могила Инес Кларк. По легенде это могила восьмилетней девочки, погибшей от удара молнии в 1880 году. Родители девочки заказали её статую в полный рост. Девочка сидит на стульчике в своём любимом платье и с зонтиком в руках. От непогоды статую защищает защитный экран из стекла. По легенде около памятника часто встречается дух ребёнка, и слышны звуки смеха или плача. А во время грозы часто статуя исчезает и появляется на своём месте лишь когда гроза утихает.
Однако по официальным документам никакой Инес Кларк на кладбище никогда похоронено не было. Более того, исследователям не удалось найти никакого подтверждения тому, что девочка вообще существовала, в официальных документах округа такое имя в те года не значится. Расследование чикагской газеты Sun-Times так и не дало ответ на вопрос, кто похоронен в могиле на участке семьи Кларков, восьмилетний ли мальчик Амос Бриггс, как говорят документы кладбища, или кто-то ещё. Впрочем существует версия, что статуя лишь рекламный трюк со стороны какого-то скульптора надгробий конца XIX века.

### Захоронения известных личностей
- Армор, Филип Данфорт
- Бэнкс, Эрни
- Бёрнем, Даниел Хадсон[3]
- Гринер, Ричард Теодор[4]
- Грэм, Брюс
- Дженни, Уильям Ле Барон[3]
- Джонсон, Джек[5]
- Маккормик, Сайрус[3]
- Медилл, Джозеф[6]
- Мис ван дер Роэ, Людвиг[3]
- Мохой-Надь, Ласло
- Пинкертон, Алан
- Пульман, Джордж Мортимер
- Салливан, Луис Генри[3]
- Филд, Маршалл[7]
- Фицсиммонс, Боб[8]
- Хан, Фазлур Рахман[3]
- Хатчинсон, Чарльз
- Эберт, Роджер